# Гослинг, Джеймс
Джеймс Гослинг (англ. James Gosling; 19 мая 1955 года, Калгари, Канада) — канадский информатик, программист; автор объектно-ориентированного и кросс-платформенного языка программирования Java. Кроме того, является создателем оконной системы NeWS, Gosling Emacs, а также был одним из разработчиков Star Seven.

## Биография
В 1977 году окончил университет Калгари со степенью бакалавра информатики, и в 1983 году получил степень доктора в университете Карнеги-Меллон. Тема диссертации „The Algebraic Manipulation of Constraints“.
С 1984 года работал в Sun Microsystems.
2 апреля 2010 года уволился из Sun Microsystems после того, как она была поглощена корпорацией Oracle. В качестве причины своего ухода Гослинг назвал «плохое отношение нового руководства к разработчикам Java», а также намерение Oracle понизить его зарплату.
С 28 марта 2011 года Джеймс Гослинг начал работать в Google.
В конце августа 2011 года в новостных лентах прошло сообщение, что Гослинг покинул интернет-гиганта и перешёл работать в стартап, небольшую фирму Liquid Robotics, которая занимается разработкой робототехники для исследования океана. Гослинг занимал должность главного архитектора программного обеспечения.
22 мая 2017 года уходит из Boeing Defense (бывшая Liquid Robotics) и начинает работать в Amazon Web Services.

## Награды
В 2007 году награждён орденом Канады, высшей гражданской наградой Канады. В 2015 году удостоен медали фон Неймана от IEEE.

## Публикации
- Джеймс Гослинг, Билл Джой, Гай Стил, Гилад Брача, Алекс Бакли. Язык программирования Java SE 8. Подробное описание, 5-е издание = The Java Language Specification, Java SE 8 Edition (5th Edition) (Java Series). — М.: «Вильямс», 2015. — 672 с. — ISBN 978-5-8459-1875-8.
- Ken Arnold, James Gosling, David Holmes, The Java Programming Language, Fourth Edition, Addison-Wesley Professional, 2005, ISBN 0-321-34980-6
- James Gosling, Bill Joy, Guy L. Steele, Jr., Gilad Bracha, The Java Language Specification, Third Edition, Addison-Wesley Professional, 2005, ISBN 0-321-24678-0
- Ken Arnold, James Gosling, David Holmes, The Java Programming Language, Third Edition, Addison-Wesley Professional, 2000, ISBN 0-201-70433-1
Русский перевод: К. Арнолд, Дж. Гослинг, Д. Холмс. Язык программирования Java. — 3-е изд. — М., СПб., Киев: Вильямс, 2001. — 624 с. — ISBN 5-8459-0215-0.
- James Gosling, Bill Joy, Guy L. Steele Jr., Gilad Bracha, The Java Language Specification, Second Edition, Addison-Wesley, 2000, ISBN 0-201-31008-2
- Gregory Bollella (Editor), Benjamin Brosgol, James Gosling, Peter Dibble, Steve Furr, David Hardin, Mark Turnbull, The Real-Time Specification for Java, Addison Wesley Longman, 2000, ISBN 0-201-70323-8
- Ken Arnold, James Gosling, The Java programming language Second Edition, Addison-Wesley, 1997, ISBN 0-201-31006-6
- Ken Arnold, James Gosling, The Java programming language, Addison-Wesley, 1996, ISBN 0-201-63455-4
- James Gosling, Bill Joy, Guy L. Steele Jr., The Java Language Specification, Addison Wesley Publishing Company, 1996, ISBN 0-201-63451-1
- James Gosling, Frank Yellin, The Java Team, The Java Application Programming Interface, Volume 2: Window Toolkit and Applets, Addison-Wesley, 1996, ISBN 0-201-63459-7
- James Gosling, Frank Yellin, The Java Team, The Java Application Programming Interface, Volume 1: Core Packages, Addison-Wesley, 1996, ISBN 0-201-63453-8
- James Gosling, Henry McGilton, The Java language Environment: A white paper, Sun Microsystems, 1996